# Jossi Kaufmann
Josef "Jossi" Kaufmann (* 4. November 1936 in Palästina; † 4. Dezember 2017 in Köln) war ein deutsch-israelischer Fotograf und Kameramann.

## Leben
Als Kind deutsch-französischer Eltern erlernte er mehrere Sprachen wie Deutsch, Französisch, Iwrit, Englisch, Spanisch und Arabisch. In den 1950er Jahren kam Kaufmann nach Deutschland. Seine Ausbildung zum Kameramann absolvierte er bei der Arca-Filmproduktion GmbH in Berlin. Von 1959 bis 2001 war er als Kameramann des WDR, der ARD und des ZDF in Studios in Köln, in Paris und in New York tätig. Er bereiste als Kameramann und Dokumentarfilmer mit unterschiedlichen Journalisten wie Peter Scholl-Latour, Georg Stefan Troller, Ralph Giordano, Helmut Grosse, Ulrich Wickert und Klaus Richter viele Länder. Kaufmann war verheiratet.

## Auszeichnungen und Preise (Auswahl)
- mehrfach: Grimme-Preis[1]

## Filmografie (Auswahl)
- 1966: An einem ganz gewöhnlichen Tag (Fernsehfilm)
- 1968: Quartett im Bett
- 1972: Hundertwassers Regentag (Dokumentarfilm)